# 파나이티오스
파나이티오스(고대 그리스어: Παναίτιος Panaitios, 기원전 185년경 - 기원전 110/109년경)은 로마 공화정의 중기 스토아 학파 철학자이다. 플라톤의 이데아론을 일원론적으로 해석하였고, 혼(Psyche)이 모든 인식 및 인지 작용에 관여한다는 입장을 고수했다는 점에서 플라톤주의와 상당히 가까우나 로고스와 이것으로 다가가는 참인식 사유 전(全)과정을 공간적인 개념으로 보았기에 스토아 학파로 분류된다.

## 생애
기원전 185년 로마 공화정 그리스령 로도스섬에서 니카고라스(Nikagoras)의 아들로 태어났다. 파나이티오스의 조상은 대대로 로도스섬에서 머문 내력을 갖고 있었으며, 가정 환경은 부유했다. 초기 교육은 언어논리학자이자 스토아 철학자인 말로테스의 크라테스(Krates of Mallotes) 밑에서 받았다. 이후 아테네로 이주하였고 이곳에서 바빌론의 디오게네스와 타르수스의 안티파트로스의 제자로서 두각을 나타냈다. 당시 디오게네스의 강의에 관심이 많던 로마 정치가 가이우스 라일리우스(Gaius Laelius)의 소개로 스키피오 아이밀리아누스를 알게 되었고 스피키오의 후원을 통하여 철학 공부에 전념할 수 있게 된다. 이후 같은 역사가인 폴리비오스와도 친분을 맺게 되었다.
이후 로마로 이주하여 그리스의 스토아 철학을 로마에 전파하는 데에 기여했다. 기원전 129년 스키피오가 죽자 아테네로 돌아와서 후학을 양성하였다. 대표적인 제자로 포세이도니오스가 있다.

## 사상
파나이티오스의 단편은 얼마 되지 않으며, 그나마 부분적으로 전해지는 것은 『의무에 관하여』(Peri tou Kathikodos)라는 단편이다. 그의 문헌 단편은 교차 검증을 명확히 할 만큼 모이지 않은 상태이다. 따라서 그의 사상을 많이 인용한 키케로의 설명과, 이후 학자들의 분석을 통해서만 그의 사상을 어렴풋이 파악할 수 있다.

### 혼
파나이티오스는 중기 스토아 학파의 거두로, 주로 유물론적 교의에 기초하고 있던 초기 스토아 학파의 사상과 차별이 되는 교리를 만들어냈다. 이러한 교리는 그가 플라톤주의의 영혼론에 기초하여 스토아 철학 논지를 전개한 것과 연관이 된다. 특히 그는 기존의 초기 스토아 학파 철학에서의 혼(Psyche, 魂) 개념의 많은 부분을 재정립하였다. 기존 스토아 학파의 철학에서 혼을 인간이 로고스(Logos)를 포착할 수 있게끔 조력하는 최초의 발단을 제공하는 원인으로 규정하고 있었다. 그러나 혼은 로고스가 아니며, 로고스보다 열등한 것이었고, 동시에 그 자체적으로 어떠한 내용을 갖지 않는 것으로 간주하고 있었다. 따라서 기존 스토아 학파들은 혼을 ‘로고스를 담는 항아리’에 비유하고 있었다.
당시 스토아 철학은 유물론적 경향, 비(非)유물론적 경향으로 나눠져 있았다. 전자에 기초한다면, 혼은 인간의 수동적인 본성에 관여하지 않는다. 인간의 수동적인 본성은 물질로 이루어진 질료의 집척체로서 인간이, 다른 질료의 에너지와 스스로의 질료적 에너지를 교환함으로써 생기는 자연스러운 반응일 뿐이다. 혼은 오로지 이러한 기계적인 인간 개체가 로고스를 파악할 수 있게끔 조력하는, 이성적 사유를 최초로 가능하게 해주는 보조적 역할에 불과하다.
그러나 이러한 개념으로 로고스를 이해할 경우, 인간 개체 스스로가 로고스의 단면을 사유하고 있는 중인지에 대해 가늠할 수 없게 된다. 개체 스스로가 이성적인 사유를 한다고 믿어도 그것은 정념에 빠진 수동적 인지에 불과할 수 있다. 결국 혼에 대한 기존 스토아 학파의 논리로 나아간다면, 이성적 사유와 관련하여 수양하는 여러 방법론도 무색한 것으로 될 수 있다. 또한 이성적인 인간으로 나아갈 수 있게 하는, 그 시초로서의 혼은 언제나 개체적 차원에서 존재하지만, 그런 개체가 어떻게 사물에 대해 수동적으로 반응하는가에 대한 근본적인 질문에 관해, 위와 같은 철학적 전제에서는 세련되게 답하기 어려줬다.
그래서 파나이티오스는 스토아 철학 내에서 결정론 및 유물론의 경향을 포기하였다. 파나이티오스는 혼 개념을 개인적인 차원에서의 혼(동물의 혼), 로고스가 담겨져 있는 혼(이성의 혼), 모든 것에 깃들어져 있어서 인간이 신으로 다가갈 수 있게 하는 원인으로서의 혼으로 삼분(三分)하였다. 그리하여 그는 정념적인 것도 개인 차원에서의 혼의 매개 과정을 거친 산물이라고 보았다. 그리고 혼은 이러한 정념적 과정에 관여하는 것처럼, 마찬가지로 이성적 사유 과정에도 관여한다. 그는 이 논리를 이어서, 정념의 추구에도 이성적인 사유를 할 수 있게 하는 희미한 연결 고리가 있다고 보았다. 그리고 반대로 이성적 사유도 혼이 매개하는 것이기에, 그러한 혼이 공유하는 정념의 공간을 이성적으로 사유한다고 해서 완전히 없앨 수는 없다고 했다. 따라서 그는 정념으로부터 완전한 해방이라는 아파테이아(Apatheia) 개념을 부정하였다.
이러한 논리는 인간이 어떠한 행동을 하더라도 이성적 사유로 연결될 수 있는 고리를 내포했기에 그 자체로 정념으로부터 구원될 수 있음(실천)을 강조하는 철학으로도 이해할 수 있다. 동시에 기존 스토아 학파의 엄격한 금욕주의를 다소 완화할 수 있는 논리로도 작용했다.

### 의무
키케로의 편지인 『아티쿠스에게』(ad Atticum)에 따르면, 파나이티오스는 『의무에 관하여』를 통해 의무론을 전개했다. 그는 백성에게 의무를 부과하기 위해서는 그 의무가 도덕적으로 옳은 것임이 증명되어야 한다고 보았다. 그렇기에 의무를 세우기 위해서는 세 가지 과정을 겇야 한다. 제일 첫 번째로 행해져야 할 것은 도덕적인 것과 비도덕적인 것이 어떠한 것인가에 대한 근본적인 분석이다. 두 번째는 어떠한 행동이 사회적으로 충분히 유용하게 작용하느냐, 유용하게 작용하지 않느냐를 조사하는 것이다. 세 번째는 유용성과 도덕성이 합치하느냐, 그렇지 않느냐를 따지는 것이다. 이 세 가지 과정을 통해 도덕성과 유용성이 합치된다면 이것은 백성에게 적용할 수 있는 의무가 될 수 있다.
의무가 형이상학적 본질과 연결이 되어있다는 이런 입장은 자연법 사상의 시초적 발현이었다.

## 참고 문헌
- 윌 듀런트. 임웅. 2014년. 문명이야기 3-2. 민음사.
- Stone, A. M. 2008. "Greek Ethics and Roman Statesmen: De Officiis and the Philippics." In Cicero’s Philippics: History, rhetoric and ideology. Edited by Tom Stevenson and Marcus Wilson, 214–239. Prudentia 37–38. Auckland, New Zealand: Polygraphia.
- Straaten, M. van. 1976. "Notes on Panaetius' Theory of the Constitution of Man." In Images of Man in Ancient and Medieval Thought: Studia Gerardo Verbeke ab amicis et collegis dicata. Edited by Gérard Verbeke & Fernand Bossier. Leuven: Leuven University Press.